# Ehrendivision 1938/39
Die Ehrendivision 1938/39 war die 29. Spielzeit der höchsten luxemburgischen Fußballliga.
Stade Düdelingen gewann den ersten Meistertitel in der Vereinsgeschichte.

## Abschlusstabelle
| Pl. | Verein                    | Sp. | S  | U | N  | Tore    | Quote | Punkte |
| --- | ------------------------- | --- | -- | - | -- | ------- | ----- | ------ |
| 1.  | Stade Düdelingen (P)      | 18  | 14 | 3 | 1  | 062:250 | 2,48  | 31:50  |
| 2.  | US Düdelingen             | 18  | 13 | 2 | 3  | 074:240 | 3,08  | 28:80  |
| 3.  | Spora Luxemburg (M)       | 18  | 10 | 3 | 5  | 057:310 | 1,84  | 23:13  |
| 4.  | Jeunesse Esch             | 18  | 9  | 1 | 8  | 052:410 | 1,27  | 19:17  |
| 5.  | Progrès Niederkorn        | 18  | 8  | 3 | 7  | 048:410 | 1,17  | 19:17  |
| 6.  | Union Luxemburg           | 18  | 8  | 2 | 8  | 039:440 | 0,89  | 18:18  |
| 7.  | FC Chiers Rodingen (N)    | 18  | 4  | 4 | 10 | 028:600 | 0,47  | 12:24  |
| 8.  | The National Schifflingen | 18  | 4  | 3 | 11 | 037:520 | 0,71  | 11:25  |
| 9.  | CS Fola Esch              | 18  | 5  | 0 | 13 | 031:630 | 0,49  | 10:26  |
| 10. | FC Avenir Beggen (N)      | 18  | 4  | 1 | 13 | 032:790 | 0,41  | 09:27  |

| (M) | amtierender Meister               |
| (P) | amtierender Pokalsieger           |
| (N) | Neuaufsteiger aus der 1. Division |

### Kreuztabelle
| 1938/39                   | Stade Düdelingen | US Düdelingen | Spora Luxemburg | JEU | Progrès Niederkorn | Union Luxemburg | CRO | TNS | Fola Esch | AVE |
| ------------------------- | ---------------- | ------------- | --------------- | --- | ------------------ | --------------- | --- | --- | --------- | --- |
| Stade Düdelingen          |                  | 0:0           | 2:2             | 2:1 | 2:1                | 2:1             | 5:1 | 4:2 | 9:1       | 5:0 |
| US Düdelingen             | 0:0              |               | 3:2             | 5:1 | 4:1                | 4:0             | 6:0 | 7:1 | 7:1       | 6:0 |
| Spora Luxemburg           | 4:2              | 2:1           |                 | 4:1 | 2:2                | 1:2             | 3:1 | 2:3 | 7:1       | 9:2 |
| Jeunesse Esch             | 1:4              | 5:1           | 4:0             |     | 2:3                | 3:1             | 7:1 | 1:0 | 7:1       | 7:2 |
| Progrès Niederkorn        | 2:3              | 3:4           | 1:3             | 4:1 |                    | 2:3             | 2:1 | 5:1 | 2:1       | 5:3 |
| Union Luxemburg           | 2:3              | 3:2           | 1:4             | 4:1 | 1:1                |                 | 1:5 | 3:3 | 3:2       | 6:1 |
| FC Chiers Rodingen        | 2:4              | 0:8           | 0:0             | 2:2 | 1:6                | 0:4             |     | 3:2 | 2:1       | 1:1 |
| The National Schifflingen | 2:3              | 1:3           | 2:3             | 1:4 | 2:2                | 7:0             | 4:4 |     | 3:2       | 2:1 |
| CS Fola Esch              | 2:4              | 3:9           | 3:0             | 1:2 | 5:1                | 0:2             | 1:0 | 2:1 |           | 4:1 |
| FC Avenir Beggen          | 1:8              | 1:4           | 0:9             | 5:2 | 2:5                | 3:2             | 3:4 | 3:0 | 3:0       |     |